# I Governo Transitório de Timor-Leste
O I Governo de Transição de Timor-Leste (Governo de Transição UNTAET), foi o primeiro governo de administração das Nações Unidas de Timor-Leste, em 2000, após o fim da violência da ocupação da Indonésia (1975-1999). Durou de 12 de julho de 2000 a 30 de setembro de 2001.

## Membros do Governo
| I Governo Transitório                 |                                                               |
| Nome                                  | Cargo                                                         |
| Sérgio Vieira de Mello (ONU)          | Administrador                                                 |
| Peter W. Galbraith (ONU)              | Ministro para os Assuntos Políticos                           |
| Jean-Christian Cady (ONU)             | Ministro para a polícia e serviços de emergência              |
| Michael Francino (ONU)                | Ministro das Finanças                                         |
| Gita Honwana Welch (ONU)              | Ministra da Justiça                                           |
| José Ramos-Horta (independente)       | Ministro dos Negócios Estrangeiros                            |
| Mari Alkatiri (FRETILIN)              | Ministro da Economia                                          |
| Ana Pessoa Pinto (FRETILIN)           | Ministra da Administração Interna (até 15 de julho de 2001)   |
| Florindo Pereira (PD)                 | Ministro da Administração Interna (desde 15 de julho de 2001) |
| João Viegas Carrascalão (UDT)         | Ministro das Infra-estruturas                                 |
| Filomeno Jacob Abel (Igreja Católica) | Ministro dos Assuntos Sociais                                 |